# Pyrobaculum
Pyrobaculum je rod jednobuněčných organismů, které žijí za extrémně vysokých teplot ve vodě termálních pramenů a hydrotermálních průduchů. Patří mezi extrémofily, přesněji řečeno je hypertermofilní.
Jsou to tyčinkovité organismy, které se od svých příbuzných v řádu Thermoproteales liší tím, že některé druhy jsou fakultativně anaerobní, místo striktních anaerobů. Umí ale využívat též anaerobní respirace: akceptorem elektronů je NO3− nebo Fe3+. Redukcí dusičnanového aniontu vznikají dusitany, u některých druhů elementární dusík. Donorem elektronů je u některých druhů vodík, H2. Jiné druhy využívají jako donoru elektronů organické látky (jsou chemoorganotrofní). Některé z nich mohou použít jako akceptor elektronů elementární síru, jejíž redukcí tak vzniká sirovodík.
Teplotní optimum pro růst je 100 °C, optimální pH je 6.